# Starz Inc
Starz, Inc. (anteriormente llamada Liberty Starz y Starz Entertainment) es una compañía de entretenimiento estadounidense que posee canales de televisión de pago, de distribución de medios y televisión animada y producción de películas. Fue fundada en 1991 y tiene sede en Meridian (Colorado).

## Historia

### Historia temprana
Starz Inc. (inicialmente Encore Movie Group) comenzó como una subsidiaria de programación propiedad absoluta televisión y joint venture de Liberty Media. Liberty Media dividió a la compañía (entonces Liberty Starz) en un stock de seguimiento separado el 19 de noviembre de 2009. Este stock de seguimiento no era una compañía separada. Liberty Starz era propiedad exclusiva de Liberty Media, hasta el 4 de enero de 2011 cuando The Weinstein Company adquirió el 25% de una de las unidades operativas. El acuerdo incluyó un acuerdo de distribución de cinco años en virtud del cual Liberty Starz Anchor Bay Entertainment lanzaría nuevas películas de Weinstein Co. en DVD y Starz Distribution (anteriormente Starz Digital Media) se encargaría de las descargas y la transmisión en línea.
El 8 de agosto de 2012, Liberty Media anunció que convertiría a Liberty Starz en una compañía pública separada; La transacción incluye alrededor de $ 1.5 mil millones de deuda. Se esperaba que la escisión de la filial se completara a finales de 2012, 
pero en realidad se completó el 11 de enero de 2013. Como resultado de la escisión, Liberty Starz cambió su nombre a "Starz Inc." Los negocios y activos de Starz Inc. consisten en Starz Networks, Starz Distribution y su participación minoritaria en Arc Productions

### Adquisición por Lionsgate
El 11 de febrero de 2015, John C. Malone, el accionista mayoritario tanto de Starz como de su antigua empresa matriz, Liberty Media, intercambió una participación del 4,5% con el 14,5% del poder de voto en Starz Inc. por el 3,4% de las acciones. en la compañía de entretenimiento de cine y televisión Lionsgate al unirse a la junta directiva de la compañía. Catorce días después, el CEO de Starz, Chris Albrecht, insinuó una posible fusión con Lionsgate.
El 10 de noviembre de 2015, las otras dos compañías de Malone, Liberty Global y  Discovery Communications, realizaron una inversión conjunta de $ 195–400 millones en Lionsgate y adquirieron una participación del 3,4% en la compañía.
El 30 de junio de 2016, Lionsgate acordó adquirir Starz Inc. por $ 4.4 mil millones en efectivo y en acciones. Como parte de la adquisición por parte de Lionsgate, el negocio de entretenimiento en el hogar de Starz Inc. se incorporó a la división de Entretenimiento para el hogar de Lionsgate, y al grupo de distribución de TV mundial de Starz Inc. se combinó de manera similar. El 8 de diciembre de 2016, se finalizó el acuerdo, lo que convirtió a Starz en una subsidiaria de Lionsgate.

## Lista de Activos

### Starz Networks
Starz Networks actualmente consta de 17 canales de televisión por cable estadounidenses. Al 31 de diciembre de 2012, Starz y Starz Encore atienden a un total de 56 millones de suscriptores, incluidos 21 millones en STARZ y 35 millones en Starz Encore. Starz, Starz Encore y MoviePlex transmiten más de 1,000 películas mensuales a través de 17 redes lineales, On Demand y ofertas en línea a través de Starz Encore Play y MoviePlex Play.
Lista de canales
Canales propiedad de Starz Networks:
- Starz Encore:
  - Starz Encore Action
  - Starz Encore Drama
  - Starz Encore Español
  - Starz Encore Family
  - Starz Encore Love
  - Starz Encore Suspense
  - Starz Encore Westerns

- MoviePlex:
  - IndiePlex
  - RetroPlex

- Starz:
  - Starz Cinema
  - Starz Comedy
  - Starz Edge
  - Starz InBlack
  - Starz Kids & Family

Starz también ofrece servicios en alta definición a través de sus canales:
- Starz HD
- Starz Cinema HD
- Starz Kids & Family HD

Así como servicios video on demand  a través de:
- Starz On Demand
- Starz Play
- Encore Play
- MoviePlex Play

## Antiguos nombres
- Encore Media Group (1991–1999)
- Starz Encore Media Group (1999–2001)
- Starz Encore Group (2001–2005)
- Starz Entertainment Group (2005–2009)
- Liberty Starz (2009–2013)
- Starz, Inc. (2013-Presente)